# Liste des épisodes de Camping Paradis

Cet article présente la liste des épisodes de la série télévisée française Camping Paradis.
La série comporte à ce jour quinze saisons, dont la dernière est en cours de diffusion.

## Première saison (2006-2010)
La première saison de Camping Paradis, est diffusée du 22 novembre 2006 au 26 avril 2010.
1. Camping Paradis
2. Lorsque l’enfant paraît
3. L’Oncle d’Amérique
4. Baignade interdite
5. Trois étoiles au camping
6. Coup de vent sur le camping
7. Le Plus Beau Jour de leur vie

## Deuxième saison (2010-2011)
La deuxième saison de Camping Paradis, est diffusée du 30 août 2010 au 25 avril 2011.
1. Magique camping
2. Mamans en grève
3. Doc Love au camping
4. Miracle au camping
5. Un fantôme au paradis
6. Roméo et Juliette au camping

## Troisième saison (2011-2012)
La troisième saison de Camping Paradis, est diffusée du 5 septembre 2011 au 24 septembre 2012. Elle marque le départ de Jennifer Lauret, qui interprétait le rôle d'Ariane Leroy depuis la première saison.
1. Ça décoiffe au camping
2. La Grande Invasion
3. Ça swingue au camping
4. La bonne aventure
5. Trou de mémoire
6. Les jeux de l’amour

## Quatrième saison (2012-2013)
La quatrième saison de Camping Paradis, est diffusée du 15 octobre 2012 au 27 mai 2013. Elle marque le départ de Princesse Erika, qui interprétait Rosy depuis la première saison.
1. Le combat des chefs !
2. Le Prince du Camping
3. Fashion-week au Camping
4. Indiana Camping
5. Western Camping
6. La Nuit des étoiles

## Cinquième saison (2013-2014)
La cinquième saison de Camping Paradis, est diffusée du 7 octobre 2013 au 24 mars 2014. Elle marque l'arrivée d'Aurélie Konaté dans le rôle d'Aurélie Constantin.
1. Mon Meilleur Ami
2. Camping Circus
3. Dancing Camping
4. Musical Camping
5. Cœur à cœur
6. Les Douze Travaux Du Camping

## Sixième saison (2014-2015)
La sixième saison de Camping Paradis, est diffusée du 17 novembre 2014 au 6 avril 2015.
1. Éclipse au camping
2. Noces De Toile
3. Un Coach Au Paradis
4. Le Gendre Idéal
5. Carnaval au camping
6. Le Séminaire

## Septième saison (2015-2016)
Le tournage de la saison 7 démarre le 7 avril 2015,. Un changement majeur est au programme avec la perte de poids du personnage principal, Tom, incarné par Laurent Ournac. De plus, Géraldine Lapalus sera exceptionnellement absente de l'épisode 42 « Les vacances du camping » à la suite d'une double fracture de la malléole. La septième saison est diffusée du 23 juin 2015 au 29 février 2016. Elle marque le départ d'Aurélie Konaté, qui interprétait Aurélie Constantin depuis la cinquième saison.
1. Notre belle famille
2. Une  star au camping
3. Affaire de famille
4. Une fiancée presque parfaite
5. Les vacances du camping
6. La kermesse du camping
7. Retrouvailles au camping

## Huitième saison (2016-2017)
La huitième saison de Camping Paradis, est diffusée du 5 juillet 2016 au 24 avril 2017. Elle marque le départ d'Amandine interprétée par Géraldine Lapalus depuis la première saison. La saison marque également l'arrivée de Constance Labbé, qui interprète Adèle, la responsable des sportsmais aussi de Candiie, dans le rôle d'Audrey, la responsable de l'accueil.
1. La colo au camping
2. La famille sans parents
3. Mystère au camping
4. Trois papas et une maman
5. Nos années Camping
6. Miss camping[10]

## Neuvième saison (2017-2018)
La neuvième saison de Camping Paradis, est diffusée du 5 septembre 2017 au 23 avril 2018. Elle marque le départ de Constance Labbé qui interprétée Adèle après une petite saison, elle est remplacée par Ariane Brodier, qui interprète Juliette, la nouvelle responsable des sports, elle quitte la série à la fin de la saison.
1. Les mots du cœur
2. Tel épris qui croyait prendre
3. Une nouvelle vie
4. Famille nombreuse, famille heureuse
5. Mon beau-frère et moi
6. La copine de mon pote

## Dixième saison (2018-2019)
La dixième saison de Camping Paradis, est diffusée du 27 août 2018 au 3 juin 2019. Cette saison marque le retour du personnage d’Amandine incarné par Géraldine Lapalus pour un épisode. Deux épisodes croisés avec la série Joséphine, ange gardien ont été produits. Le premier épisode est diffusé comme un épisode de Joséphine, ange gardien et le deuxième est diffusé comme un épisode de Camping Paradis.
1. Réunions de familles
2. Un ange gardien au camping (crossover avec Joséphine, ange gardien)
3. Mon père, ce Breton !
4. À nos pères
5. Cette année là
6. Premières amours

## Onzième saison (2019-2020)
La onzième saison de Camping Paradis, est diffusée du 24 juin 2019 au 6 juillet 2020.
1. Le grand saut
2. Papa à la maison
3. Une voix en or
4. Mariage au Paradis
5. Ma vie est belle
6. Telle mère, telle fille

## Douzième saison (2020-2021)
La douzième saison de Camping Paradis, est diffusée du 5 juillet 2021 au 6 décembre 2021.
1. La fierté de mon père
2. Allumer le camping
3. Les Bikers au camping
4. Les bleus font du ski

## Treizième saison (2021-2022)
La treizième saison de Camping Paradis, est diffusée du 30 août 2021 au 29 août 2022. Un épisode autour du cirque, initialement épisode 5 de la saison 12, il appartient en réalité à la saison 13 si l'on s'en tient à la chronologie de diffusion du 3e épisode Boxing Camping affiché comme le 3e épisode de la saison 13, Le Paradis de Leela est le 2e épisode de la saison 13, dont la diffusion était prévue initialement le 14 mars 2022 sur TF1, avant d'être déprogrammée. 
1. Un cirque au paradis[14]
2. Le paradis de Leela[15]
3. Boxing Camping[16],[17]
4. Olympiades au paradis[18]
5. Une colo au paradis[19]

## Quatorzième saison (2023)
La quatorzième saison de Camping Paradis est diffusée depuis le 3 juillet 2023 sur TF1. Elle commence par un épisode sur le hip-hop et emmènera ses personnages à La Réunion dans le troisième épisode.
1. Hip-hop au paradis[20]
2. Voyance au paradis[21]
3. Les Bleus à la Réunion[22]
4. Un Boys Band au Camping[23]
5. Magie au paradis[24]
6. Deux cheffes au Paradis

## Quinzième saison (2024)
La quinzième saison de Camping Paradis est diffusée courant l'été 2024 sur TF1. Elle emmènera de nouveau les protagonistes en dehors du Camping Paradis, dans un épisode spécial tourné au Maroc. Le casting principal est entièrement reconduit.
1. Une régate au paradis[25]
2. Clair de lune au camping[26]
3. Les Bleus au Maroc[27]
4. Une ferme au paradis[28]
5. Salsa au paradis[29]
6. Fiançailles au Paradis

## Seizième saison (2025)
La seizième saison de Camping Paradis est diffusée au cours de l'été 2025 sur TF1.
1. Les enfants d'abord[30]
2. Coup de théâtre au camping[31]
3. Grains de sable au paradis
4. Retour de flamme au camping
5. Pâtisserie au camping